# Ahmed Al-Mousa
Ahmed Al-Mousa (La Mecca, 27 gennaio 1981) è un ex calciatore saudita, di ruolo centrocampista.

## Caratteristiche tecniche
Trequartista, poteva giocare anche come seconda punta o come esterno destro.

## Carriera

### Club
Ha cominciato a giocare all'Al-Ittihad. Nel 2006 è passato all'Al-Wahda. Nel 2012 è stato acquistato dall'Al-Fateh.

### Nazionale
Ha debuttato in Nazionale il 24 giugno 2007, nell'amichevole Emirati Arabi Uniti-Arabia Saudita (0–2). Ha messo a segno la sua prima rete con la maglia della Nazionale il 18 luglio 2007, in Arabia Saudita-Bahrein (4–0), in cui ha messo a segno la rete del momentaneo 1-0. Ha partecipato, con la Nazionale, alla Coppa d'Asia 2007. Ha collezionato in totale, con la maglia della Nazionale, 21 presenze e tre reti.